# 小行星9842
小行星9842（9842 Funakoshi）是一颗绕太阳运转的小行星，为主小行星带小行星。该小行星于1989年1月15日发现。

## 轨道参数
小行星9842的轨道半长轴为2.2460444 UA，离心率为0.091。